# コンスタンチン・メーリニコフ
コンスタンチン・ステパーノヴィッチ・メーリニコフ（カンスターンチン・スチェパーナヴィッチ・ミェーリニカフ、ロシア語: Константин Степанович Мельников, ラテン文字転写: Konstantin Stepanovich Melnikov, ユリウス暦1890年7月22日（グレゴリオ暦8月3日） - 1974年11月28日）は、ロシアの建築家。20世紀初頭におけるロシア構成主義建築、アバンギャルドの巨人のひとり。

## 概要・経歴
1890年メーリニコフは、モスクワの近くの郊外のスラム、Hay Lodgeで労働者階級の家庭に生まれた。1903年、実業家のV.チャプリンにその才能を見初められ、以降彼の援助を受けた。1905年から1914年モスクワ絵画彫刻建築学校で絵画を学び、1914年から1917年には、V.チャプリンの勧めで建築学科に進学し建築実習生となる。1918年建築の学士を取得し、モスクワのAMO自動車工場で働き始めるが、十月革命後には、アレクセイ・シューセフのもとで、モスクワ再建計画に関わる。
建築にたずさわった当初は古典的、保守的、アカデミズムという平板なものであった。ロシア革命後も当初は建築家としてのメーリニコフには変化が無かったが、1923年モスクワで再度国立学校で建築学を履修した後に、彼のスタイルは一変した。1923年全ロシア農業博覧会（現、全ロシア博覧センター）のマホルカ・パビリオンの設計を皮切りに、メーリニコフは斬新かつ革新的な設計プランを発表し注目を集めるようになった。1924年レーニン廟、1925年パリ現代産業装飾芸術万国博覧会ソ連パビリオンを発表し、特にパリのソ連パビリオンは、世界的にも注目を浴びた。
メーリニコフの建築は、いずれの建築様式に分類することが難しい。実験した素材と形式に加え、機能に関する注意から、第一次世界大戦後のエーリヒ・メンデルゾーンやブルーノ・タウトなどのドイツ表現主義との類似性が指摘される（ちなみに、メンデルゾーンとタウトは短期間、ソ連に在留した経験がある）。また、構成主義者とも見なされる。これは、ロシア構成主義の巨匠たるウラジーミル・タトリンの影響や、ロシア革命後の建築に対してソビエト的ともいうべき新たな社会的価値を創造しなければならないとするメーリニコフ自身の思想によるものである。
メーリニコフが設計した数ある建築の中でも、1929年に設計したメーリニコフの自邸は、2つのシリンダーを接合した形状で、六角形の窓が規則的に並んだファサードが特徴的である。このメーリニコフ邸の塔屋は、六角形の煉瓦ブロックによって構築されている。（写真右参照）屋上は、木製の格子で覆われている。
1920年からは、モスクワ高等芸術技術工房（ヴフテマス、Vkhutemas）で教育に従事。1930年代初頭からは、「グリーン・シティ」という大規模な都市計画コンペ案を発表。1933年には、ル・コルビュジェ, ミース・ファン・デル・ローエらと共に第5回ミラノ・トリエンナーレの招待を受け参加する。1933年にはモスクワ第7都市建築設計室主任建築士に就任したが、1937年、新聞や建築家同盟総会などで「形式主義的」建築家として批判されるようになり、事実上、国内での建築設計業務を禁じられた。
メーリニコフはスターリンの大粛清を生き延びたが、その間メーリニコフは自邸に隠棲同様に暮らし、1967年のモントリオール博覧会のパビリオン設計を除いて、モスクワ高等芸術技術工房（ウヴテマス）及びモスクワ構造技術大学での教職に専念し、肖像画家として余生を過ごした。
1965年、初の個展が開催されたことで名誉を回復し、1972年にはソビエト連邦名誉建築家の称号を授与されるが、2年後の1974年11月28日に逝去。
メーリニコフの一子で画家のヴィクトル・コンスタンチノヴィッチ・メーリニコフは、自邸で暮らし、2006年2月に死去するまで自邸を記念館として維持するため、当局や社会情勢と孤軍奮闘した。メーリニコフ邸には、メーリニコフに関係する多くの文書が残っている。
2013年現在メーリニコフ邸の立っている場所が建築物を建ててはいけない緩衝地帯に指定され取り壊しの危機にあり、署名活動等による保存運動が行われている。

## 主な作品
- 1917年 - AMO自動車工場本社ビル
- 1919年 - アレクセーエフ精神病院

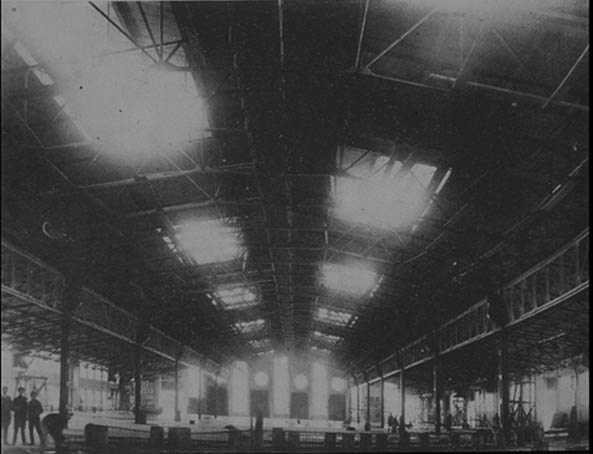
コンスタンチン・メーリニコフとウラジーミル・シューホフによるバフメーチェフスキー・バス・ガレージの内装（1929年、 モスクワ）

- 1922年 - オホートヌィ・リャッド労働宮殿（モスクワ）のコンペに参加
- 1923年 - 全ロシア農業博覧会マホルカ・パビリオン、モスクワ
- 1924年 - レーニン廟のレーニンの棺のデザイン
- 1924年から1925年 - ノヴォ・スーハレフスキー市場
- 1924年から1925年 - モスクワ新聞ビューロー「レニングラード・プラウダ」コンペ案
- 1924年から1925年 - パリ万国博覧会ソ連パヴィリオン
- 1926年から1928年 - バフメーチェフスキー・バス・ガレージを含む3つのバス・ガレージ、モスクワ
- 1926年から1929年 - ノヴォ・リャザンスカヤ通りの貨物車両専用ガレージ
- 1927年 - フルンゼ・クラブ
- 1927年から1928年 - ルサコフ労働者クラブ、モスクワ
- 1927年から1928年 - プラウダ工場付属クラブ、モスクワ
- 1927年から1929年 - カウチュク工場付属クラブ、モスクワ
- 1927年から1931年 - スヴォボーダ工場付属クラブ（現 ゴーリキー文化会館）
- 1927年から1931年 - Burevesnik Factory Club、モスクワ
- 1929年 - メーリニコフ邸、モスクワ
- 1929年 - ブレヴェーストニク工場付属クラブ
- 1929年 - クリストファー・コロンブス記念碑コンペ案、サント・ドミンゴ
- 1931年 - モスクワ・アルバート広場計画
- 1932年 - ソビエト宮殿コンペ案（メーリニコフの案は審査員から無視された）
- 1934年 - モスクワ赤の広場のナルコムチアジプロムNarkomtiazhpromビルのコンペ案
- 1934年から1936年 - 「インツーリスト」専用ガレージ
- 1934年 - モスクワ・ゴンチャルナヤ堤計画案（モスソビエトアトリエにて）
- 1935年 - モスクワ・ルシニキ大道路橋計画（モスソビエトアトリエにて）

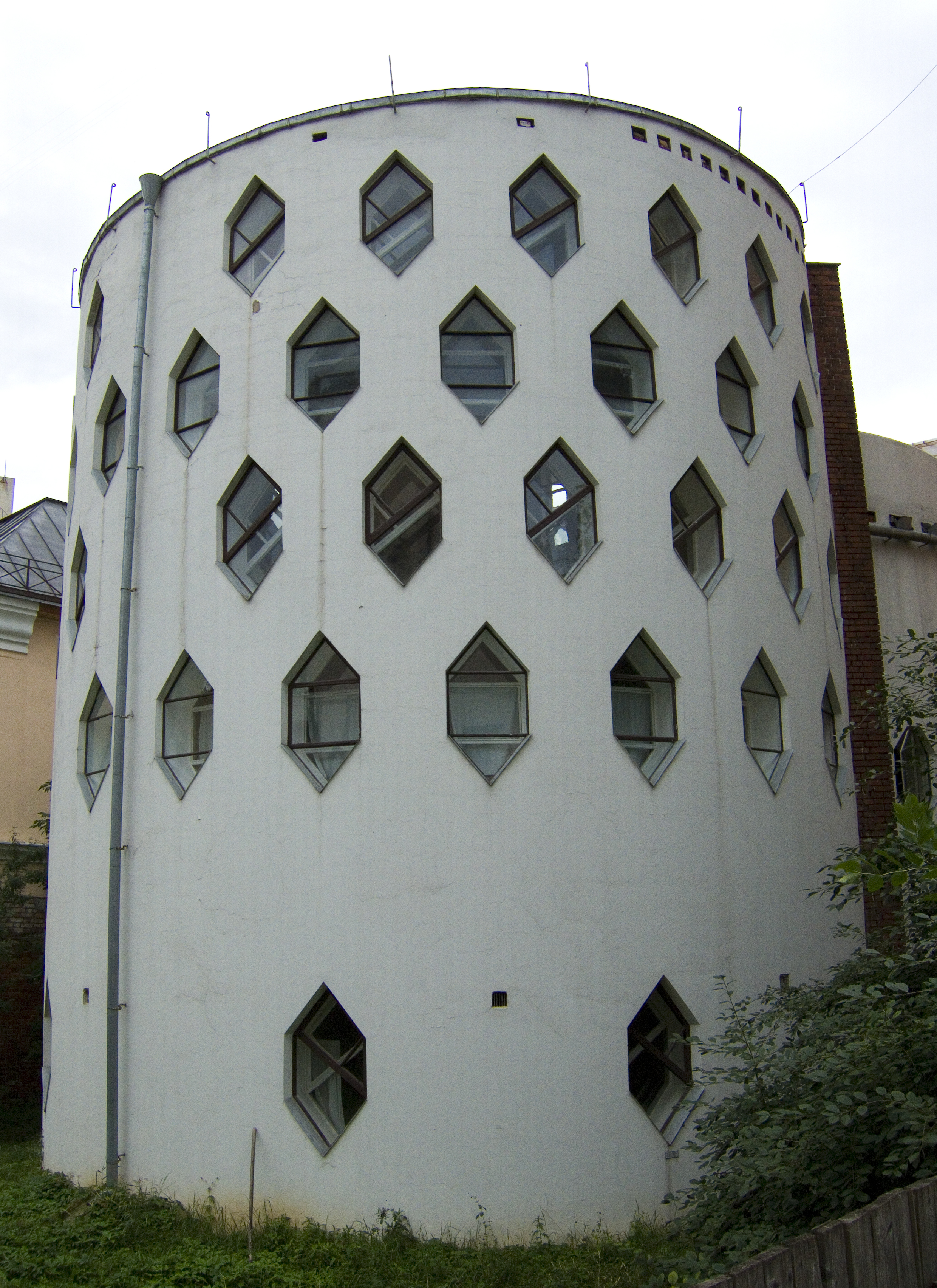
モスクワ、アルバート街に近いメーリニコフ邸
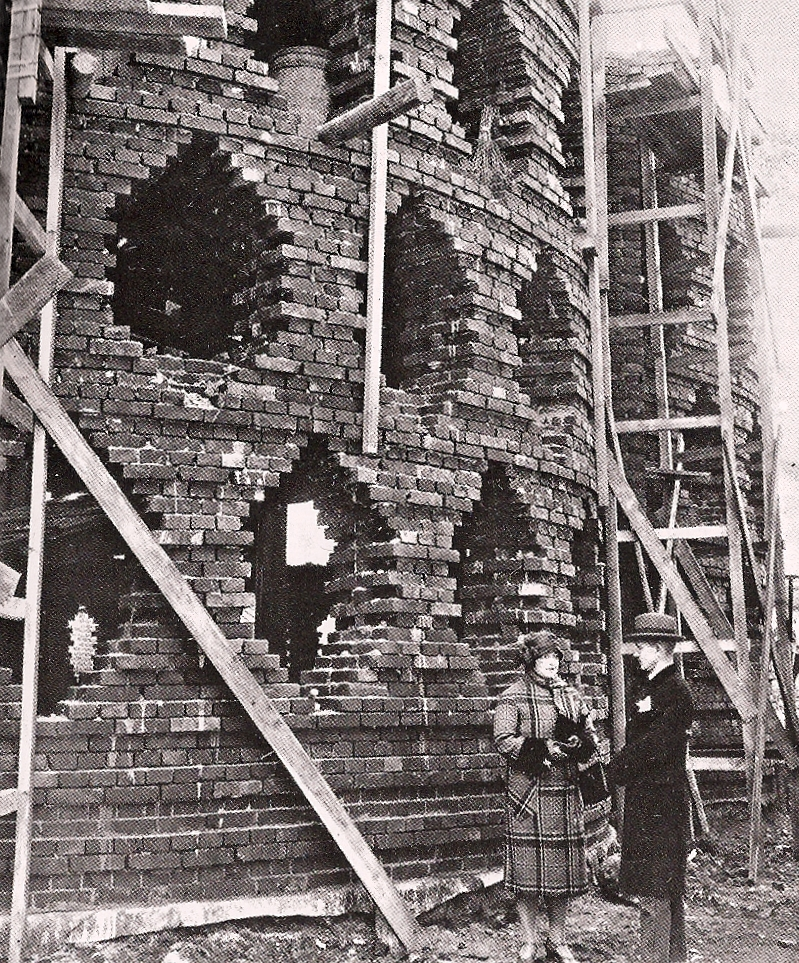
建設中のメーリニコフ邸
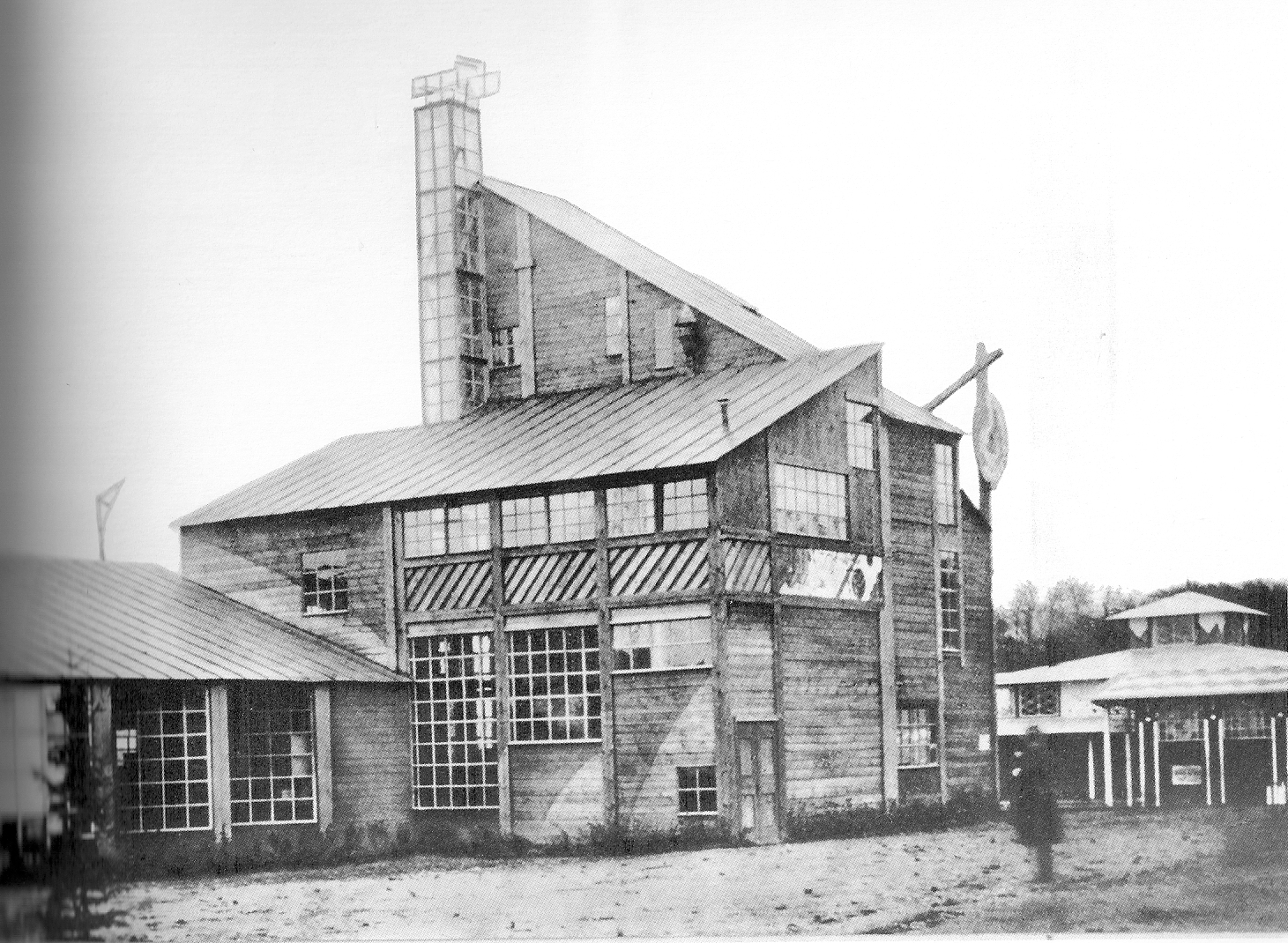
マホルカ・パビリオン
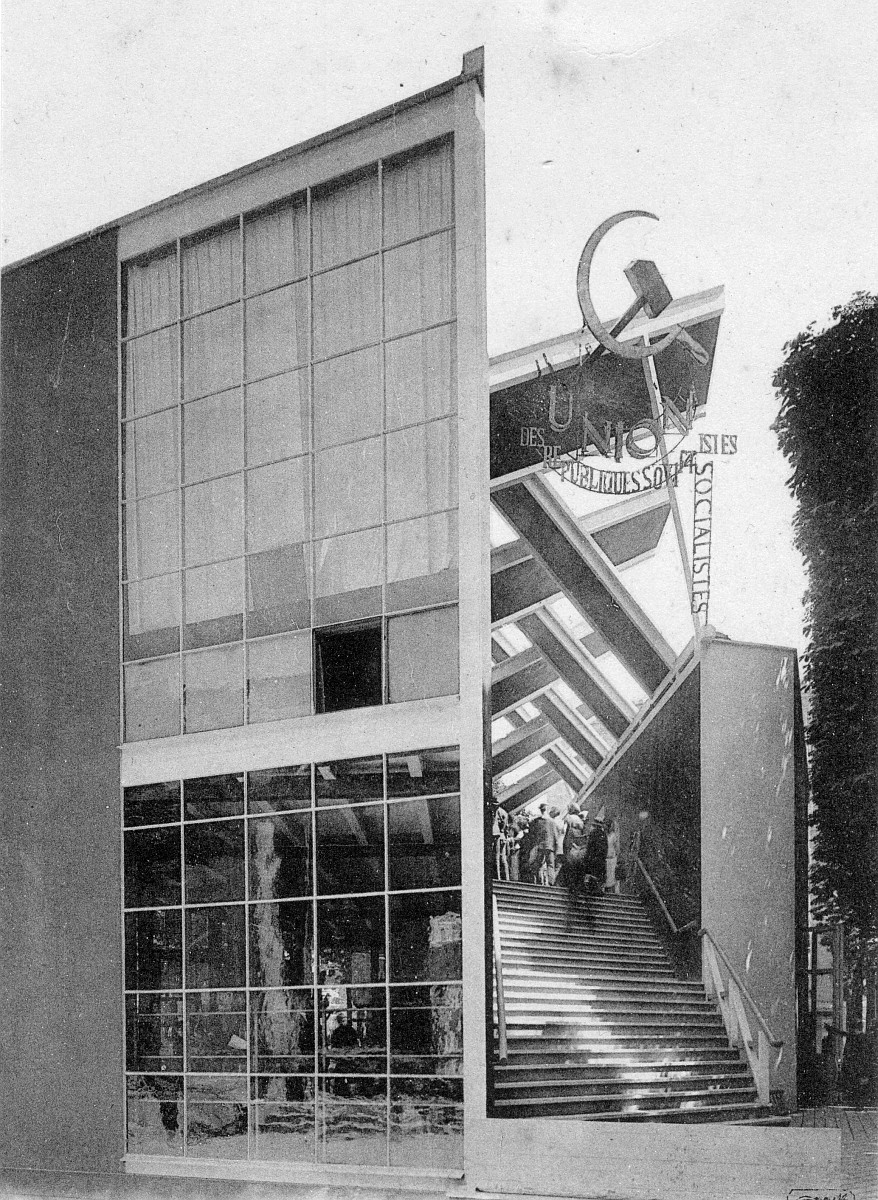
パリ万博ソ連パヴィリオン
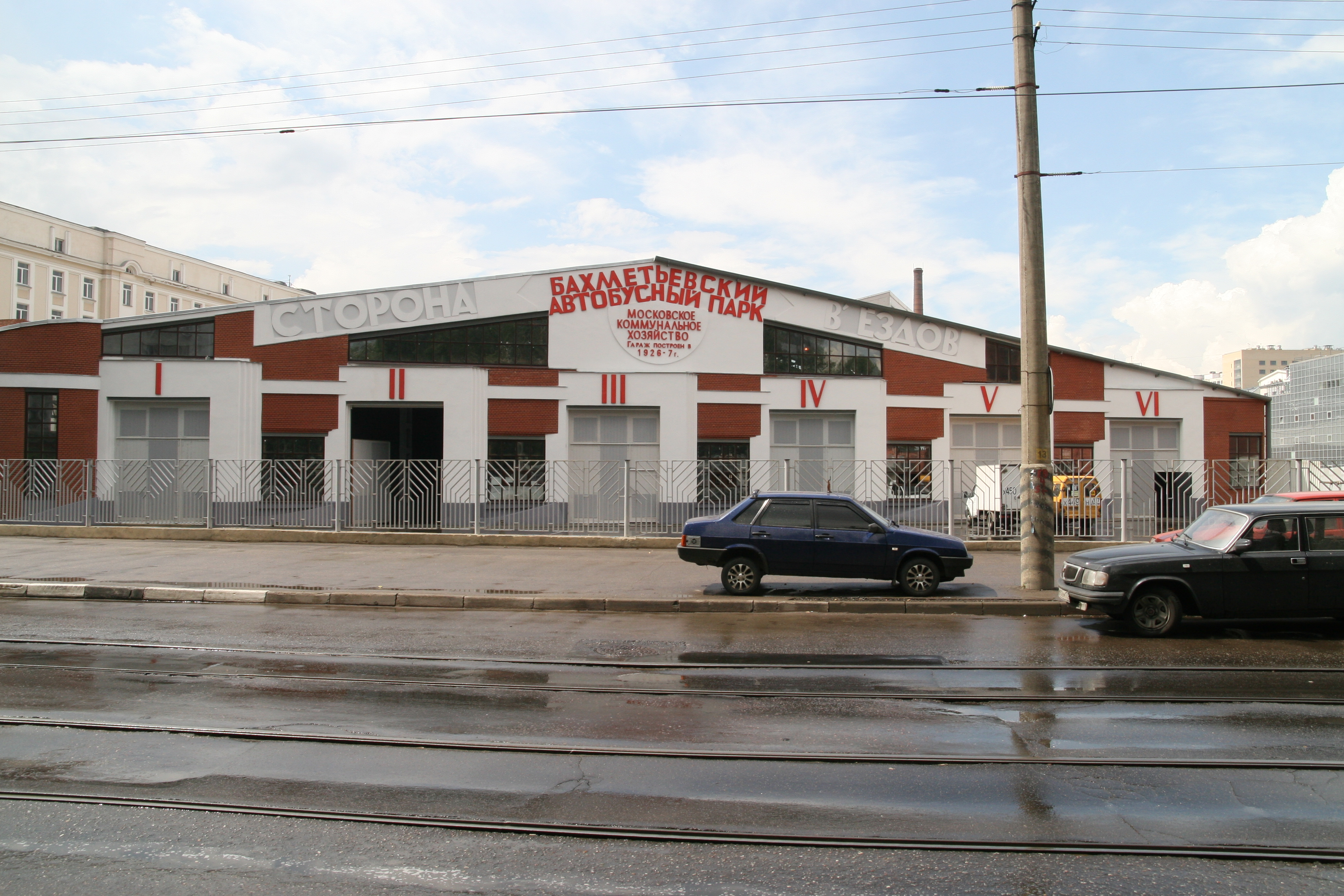
バフメーチェフスキー・バス・ガレージ
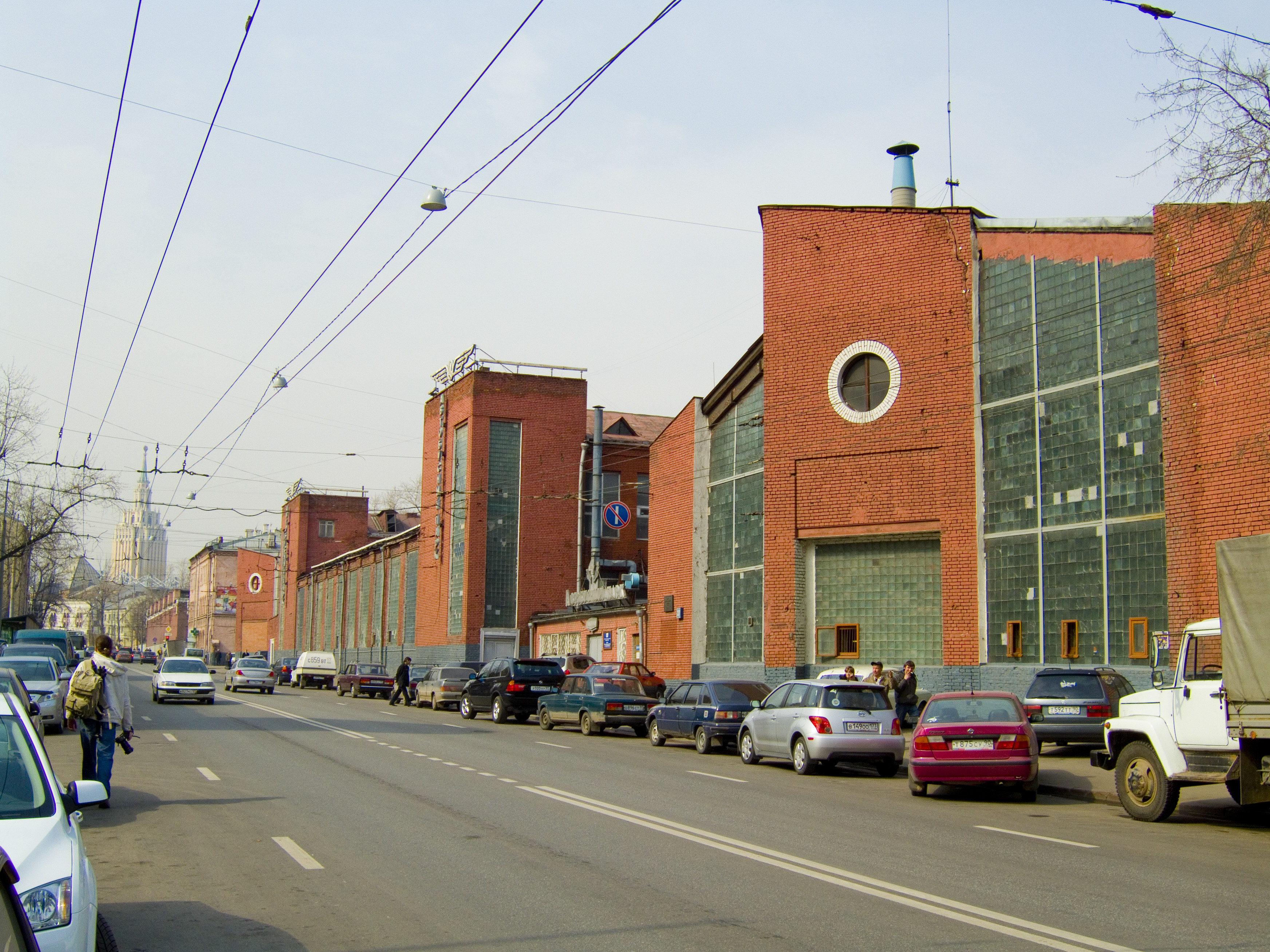
ノヴォ・リャザンスカヤ通りの貨物車両専用ガレージ
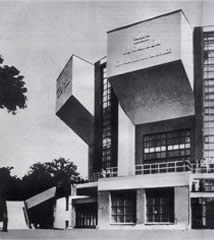
ルサコフ労働者クラブ
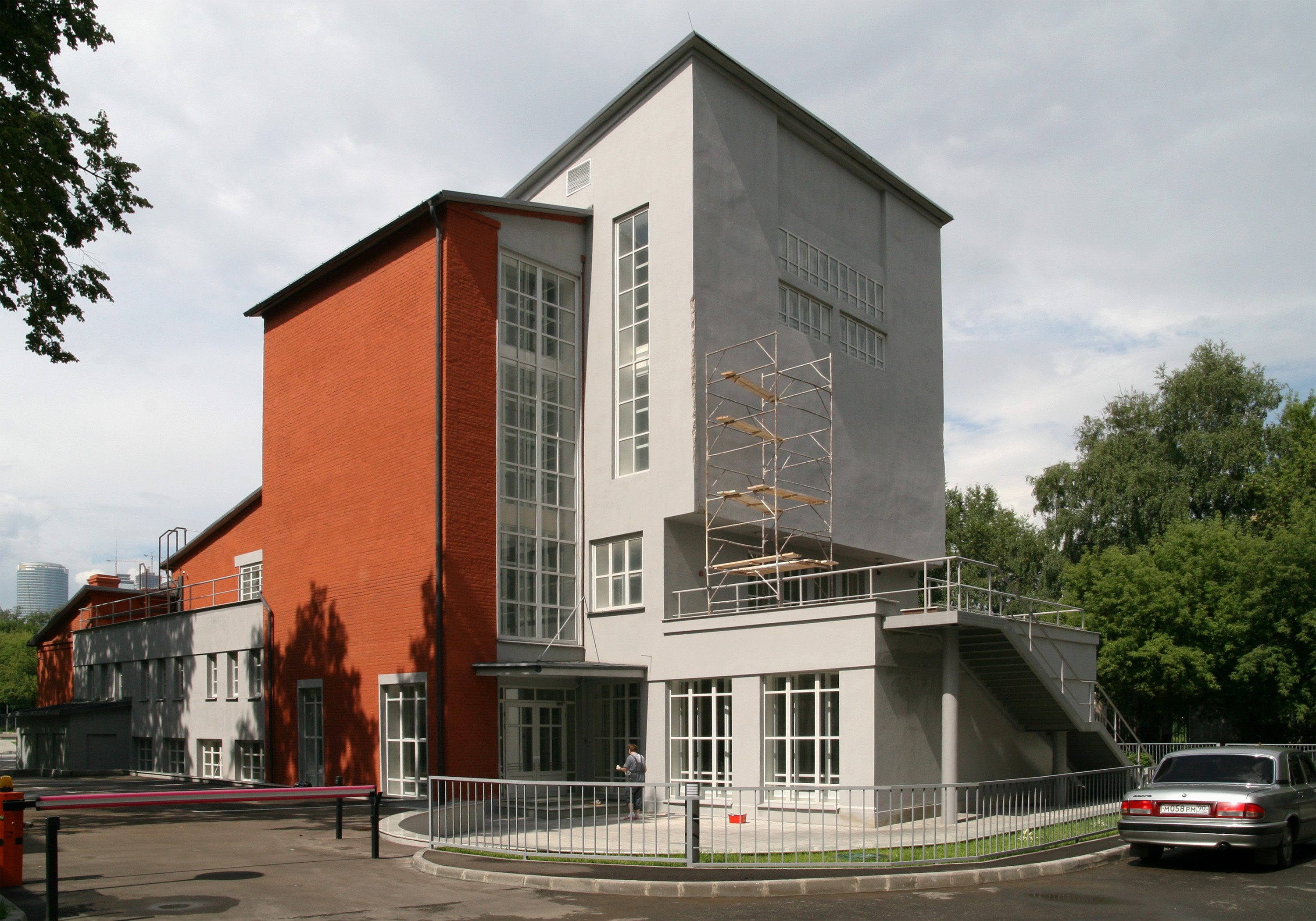
フルンゼ・クラブ
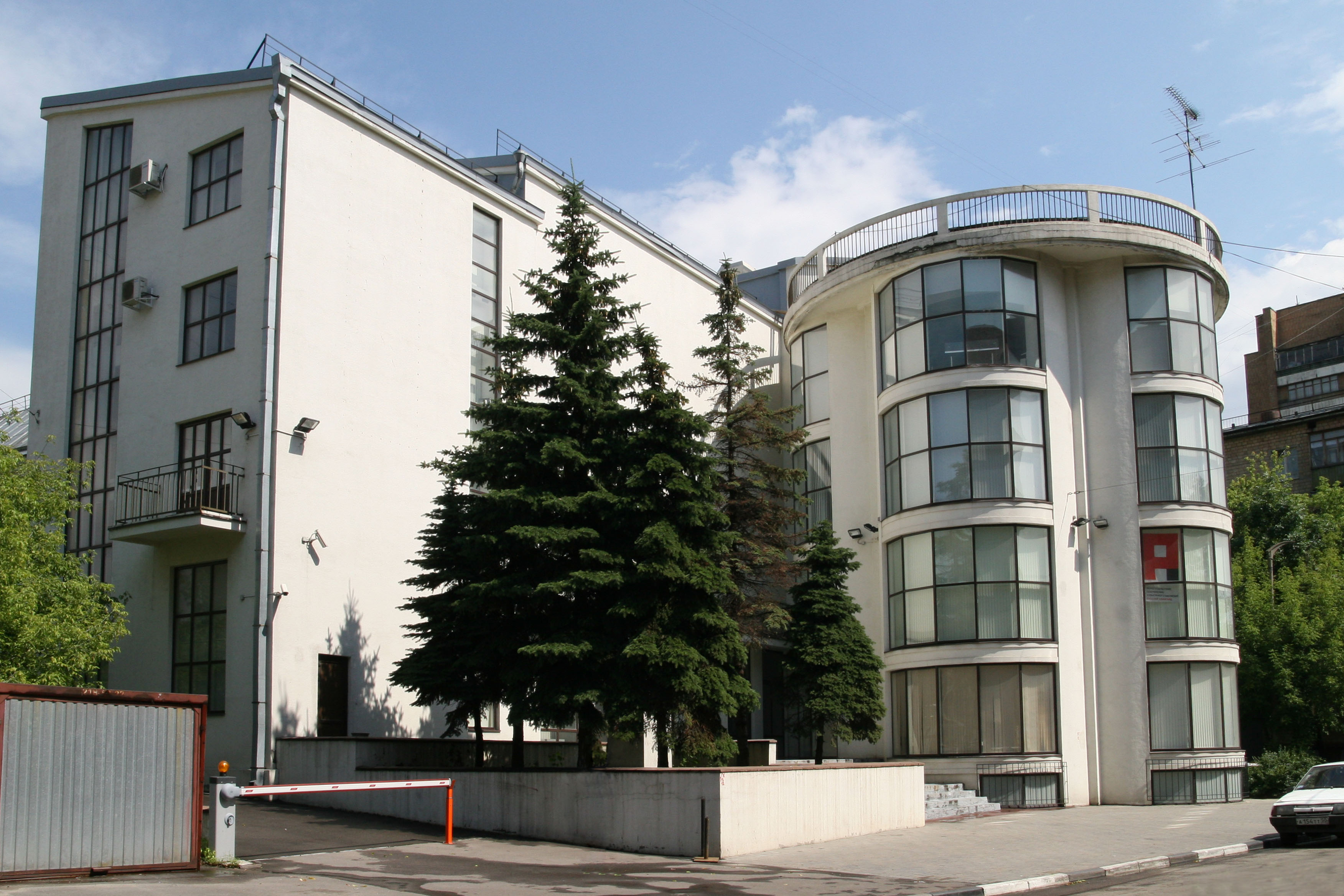
ブレヴェーストニク工場付属クラブ
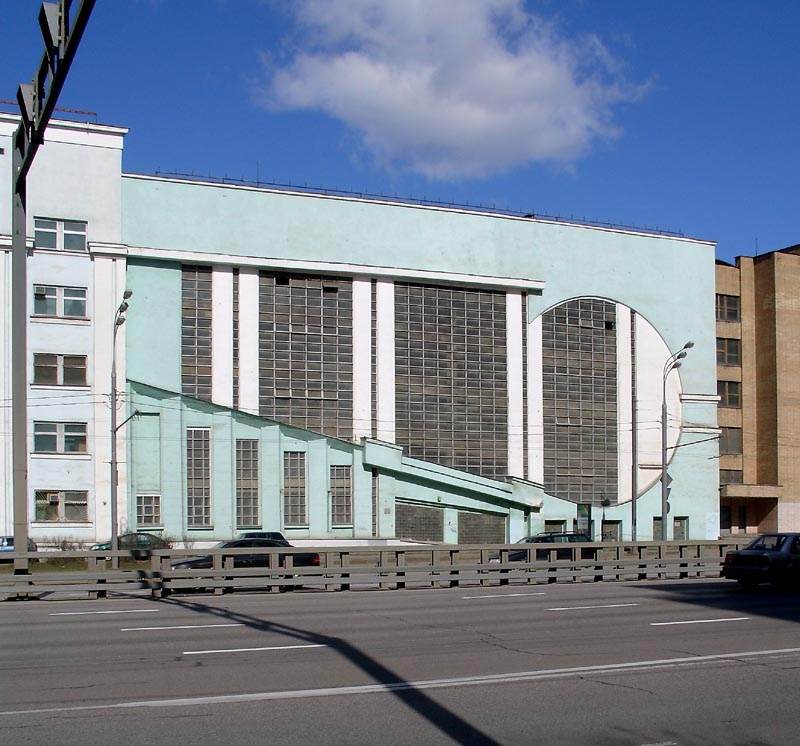
インツーリスト専用ガレージ

## メーリニコフの影響がみられる建築デザイン

### 上層階部分が下層階より外側へ大胆にせり出した形状が特徴
いわゆる「カンチレバー構造建築」「ブルータリズム建築」の誕生に大きく寄与している。

#### 国内
- 東京都江戸東京博物館（東京都墨田区）
- 札幌市民会館（北海道札幌市中央区） - 後継施設「札幌市民ホール」建設の為、取り壊され、現存せず。参考画像
- 釧路市厚生年金体育館（北海道釧路市） - 後継施設「湿原の風アリーナ釧路」建設前に取り壊され、現存せず。参考画像
- 新札幌乳腺クリニック（北海道札幌市厚別区） - 1993年竣工。参考画像1参考画像2

#### 国外

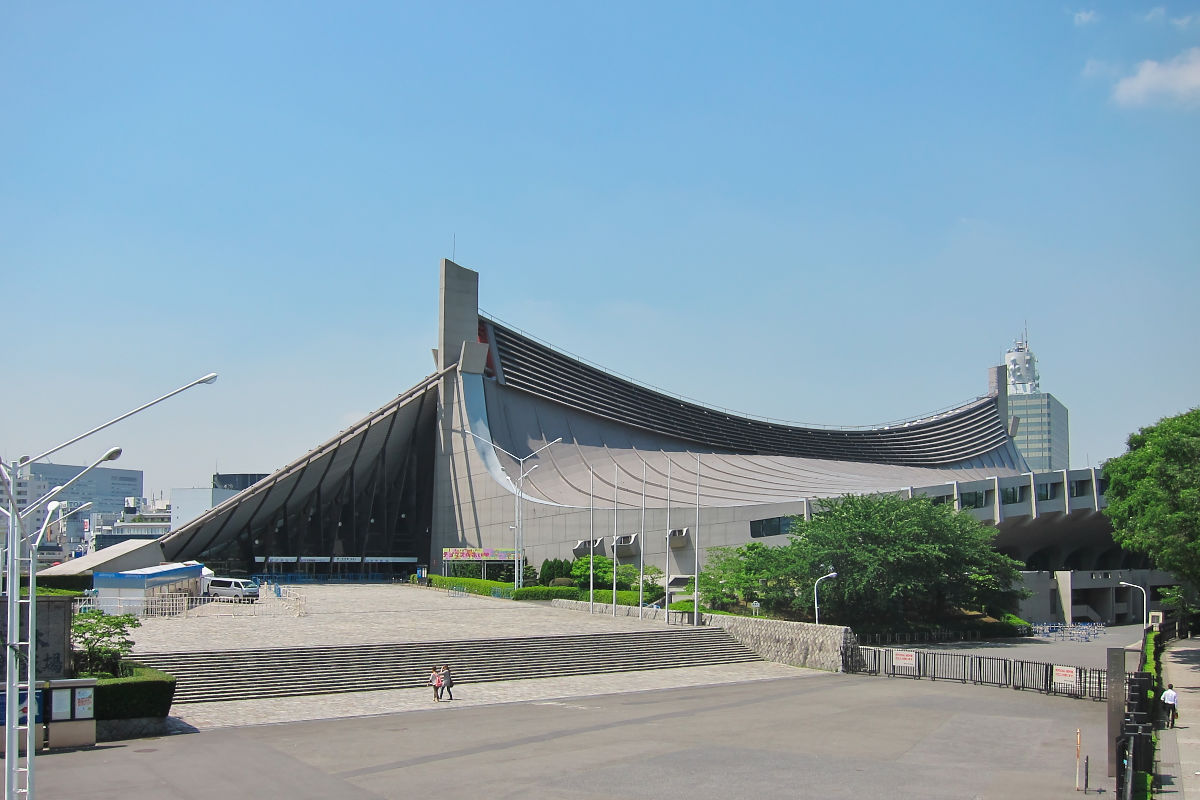
国立代々木競技場
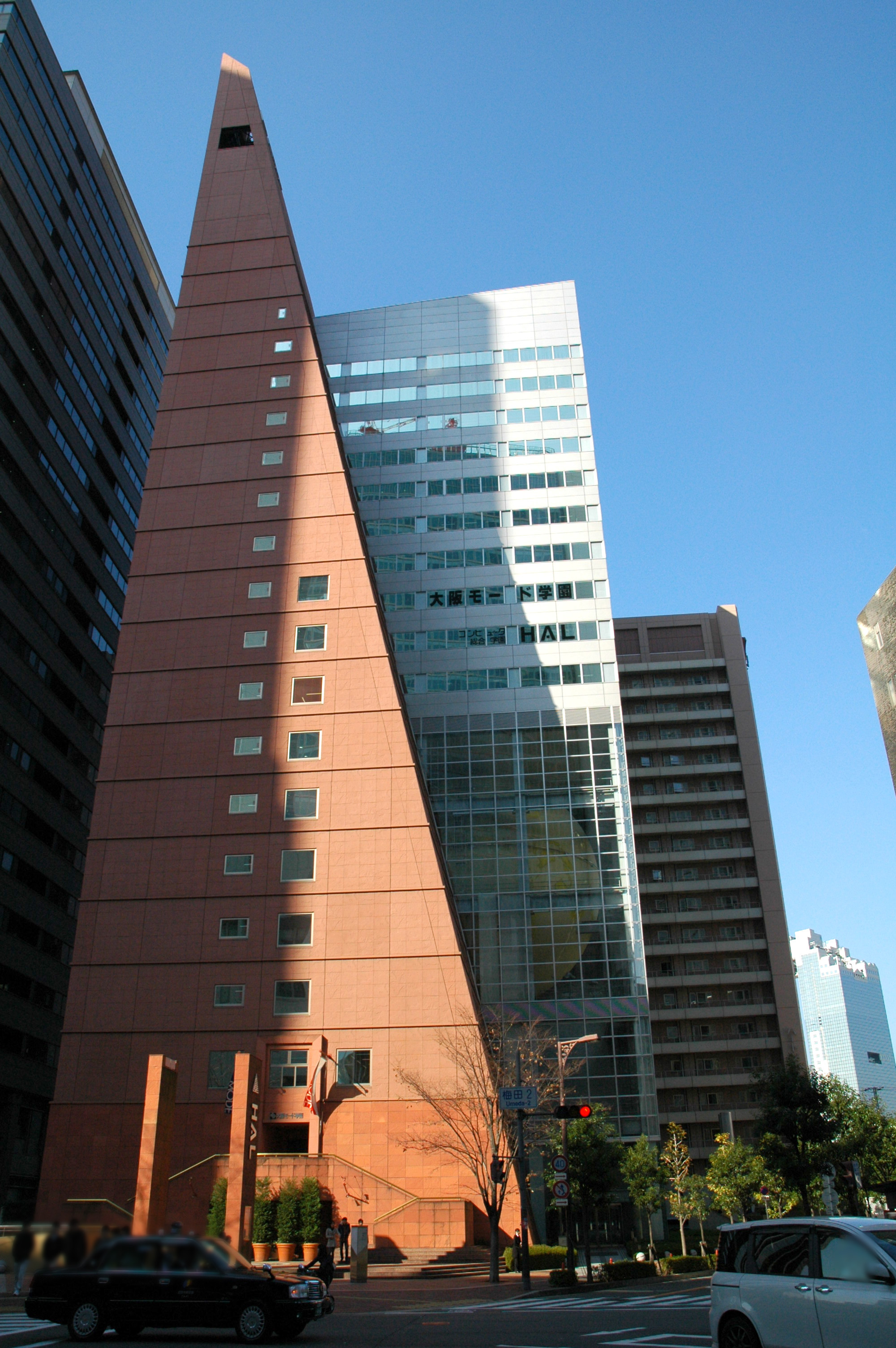
大阪モード学園
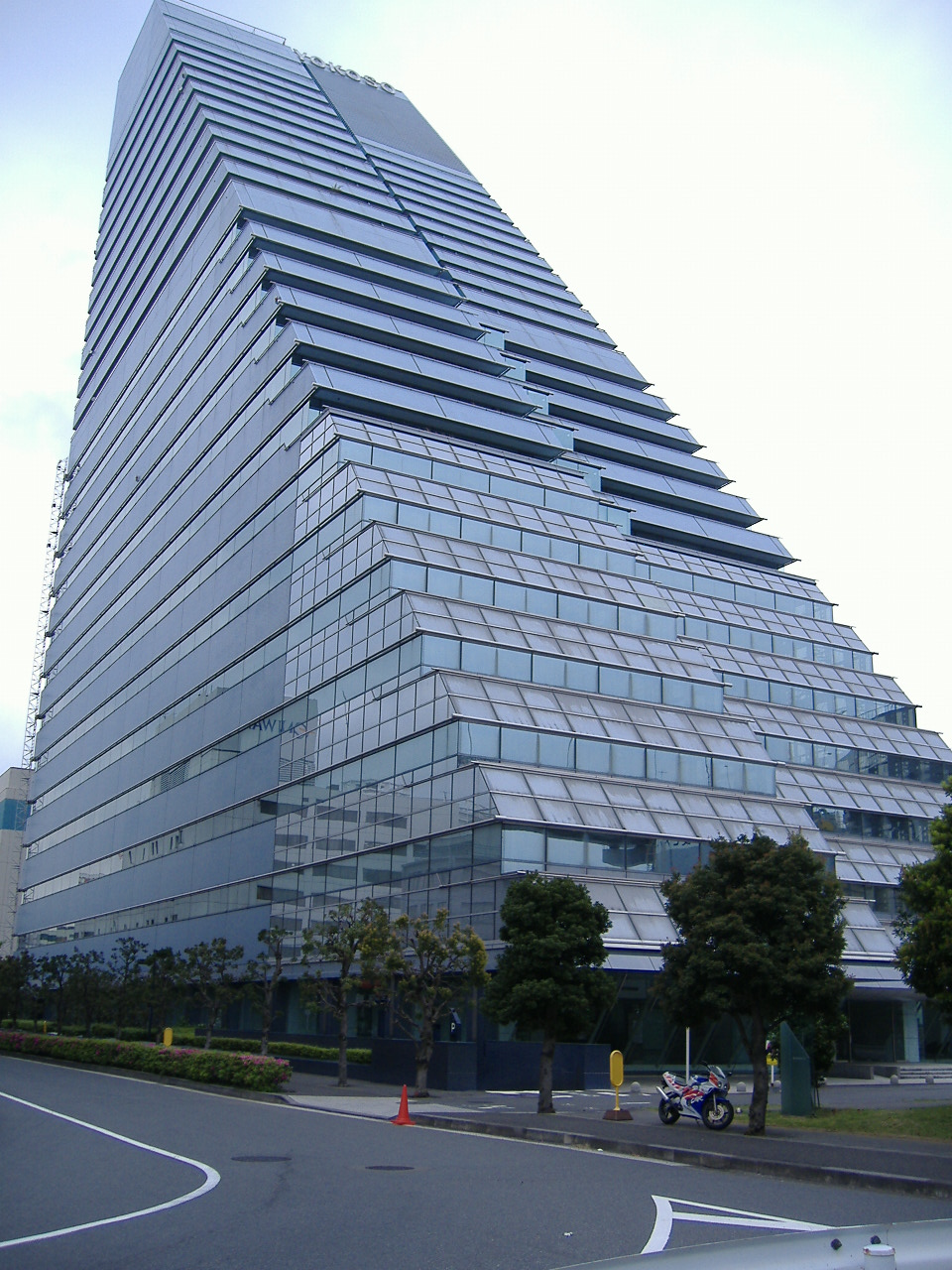
キノ・インターナショナル（ドイツ共和国ベルリン市（旧旧東ドイツ旧東ベルリン）） 参考画像
- ゲヴァントハウス（ドイツ共和国ザクセン州ライプツィヒ市）
- 落水荘（米国ペンシルバニア州ピッツバーグ市） - 建築デザイン：フランク・ロイド・ライト
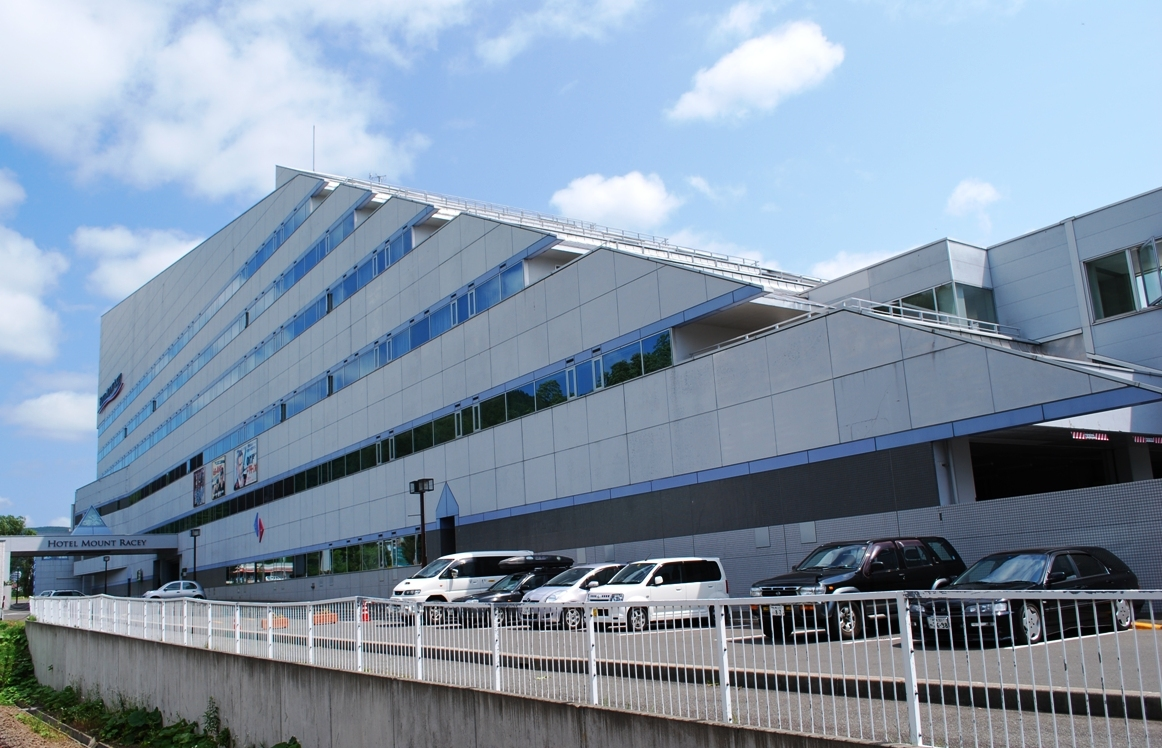
アルゼンチン国立図書館（アルゼンチン共和国ブエノスアイレス市（レコレータ地区））
- 茶餐廳「美都餐室」（香港九龍油麻地）
- ローズ・クリケット・グラウンド「メディアセンター」（英国ロンドン市ウェストミンスター区）
- ユジノサハリンスク駅駅舎（ロシア共和国サハリン州ユジノサハリンスク市） - 2013年（平成25年）1月に行われた大改修以降、該当部分については現存せず。

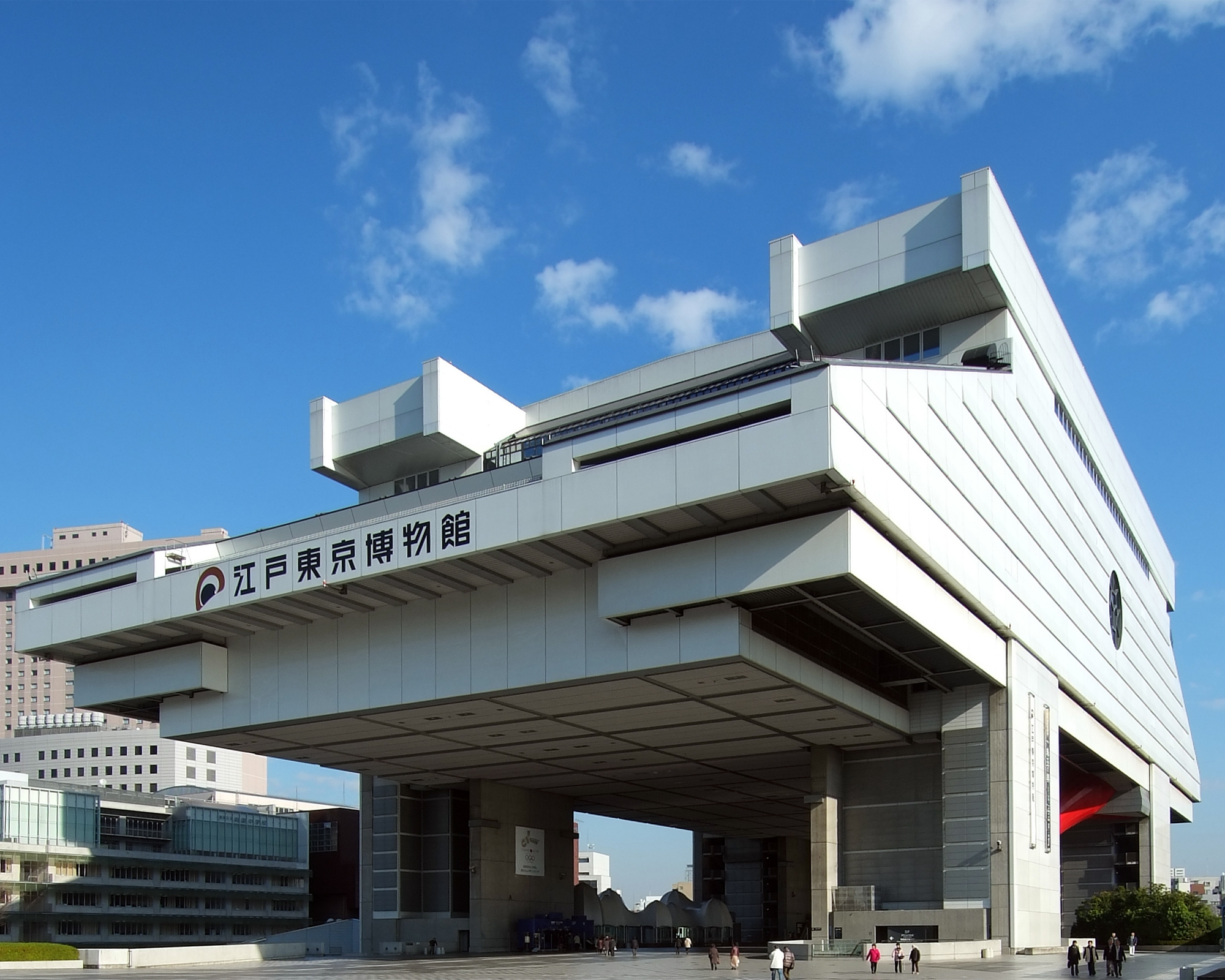
東京都江戸東京博物館
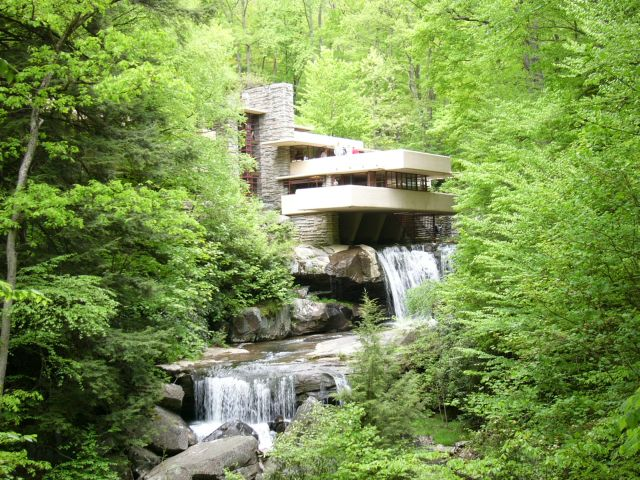
落水荘
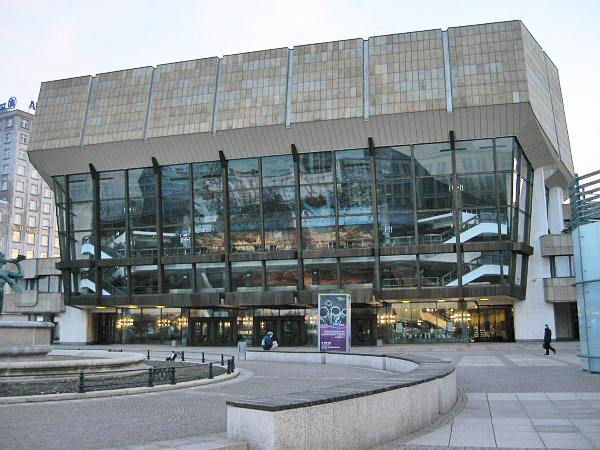
ゲヴァントハウス
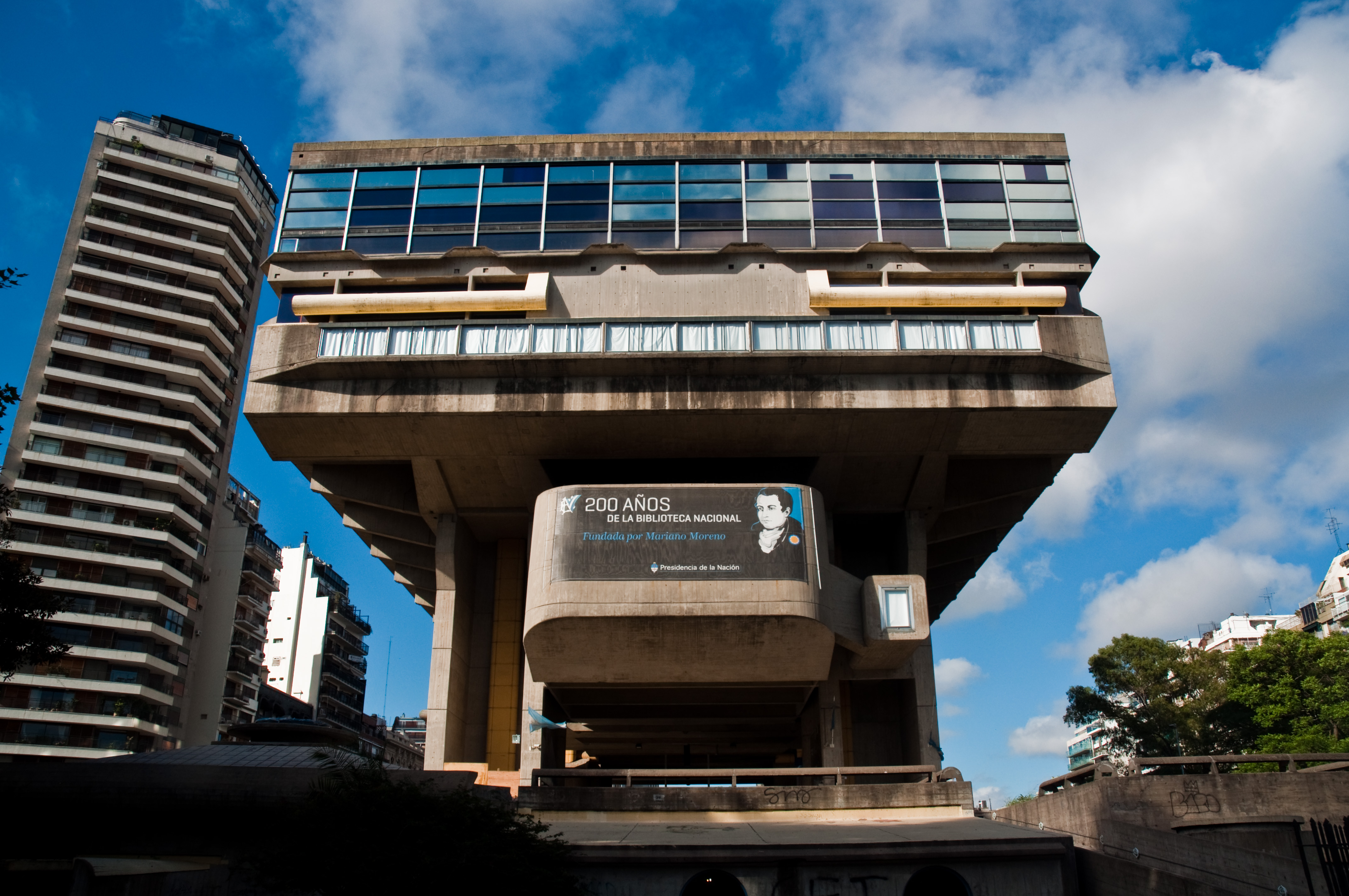
アルゼンチン国立図書館
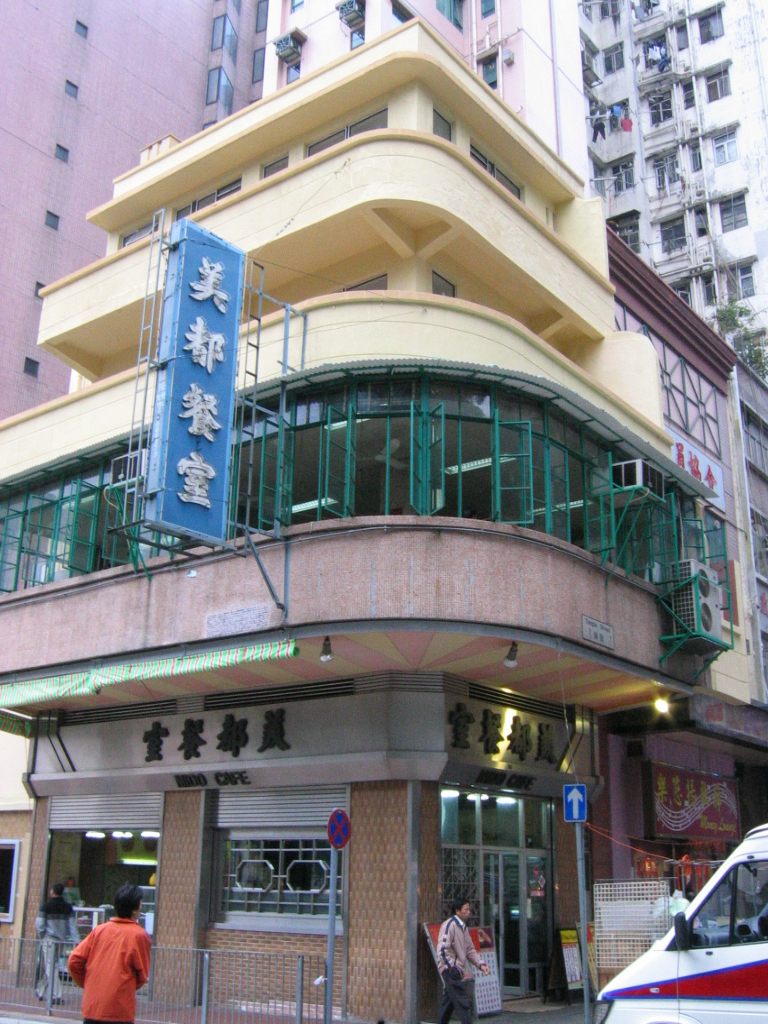
茶餐廳「美都餐室」
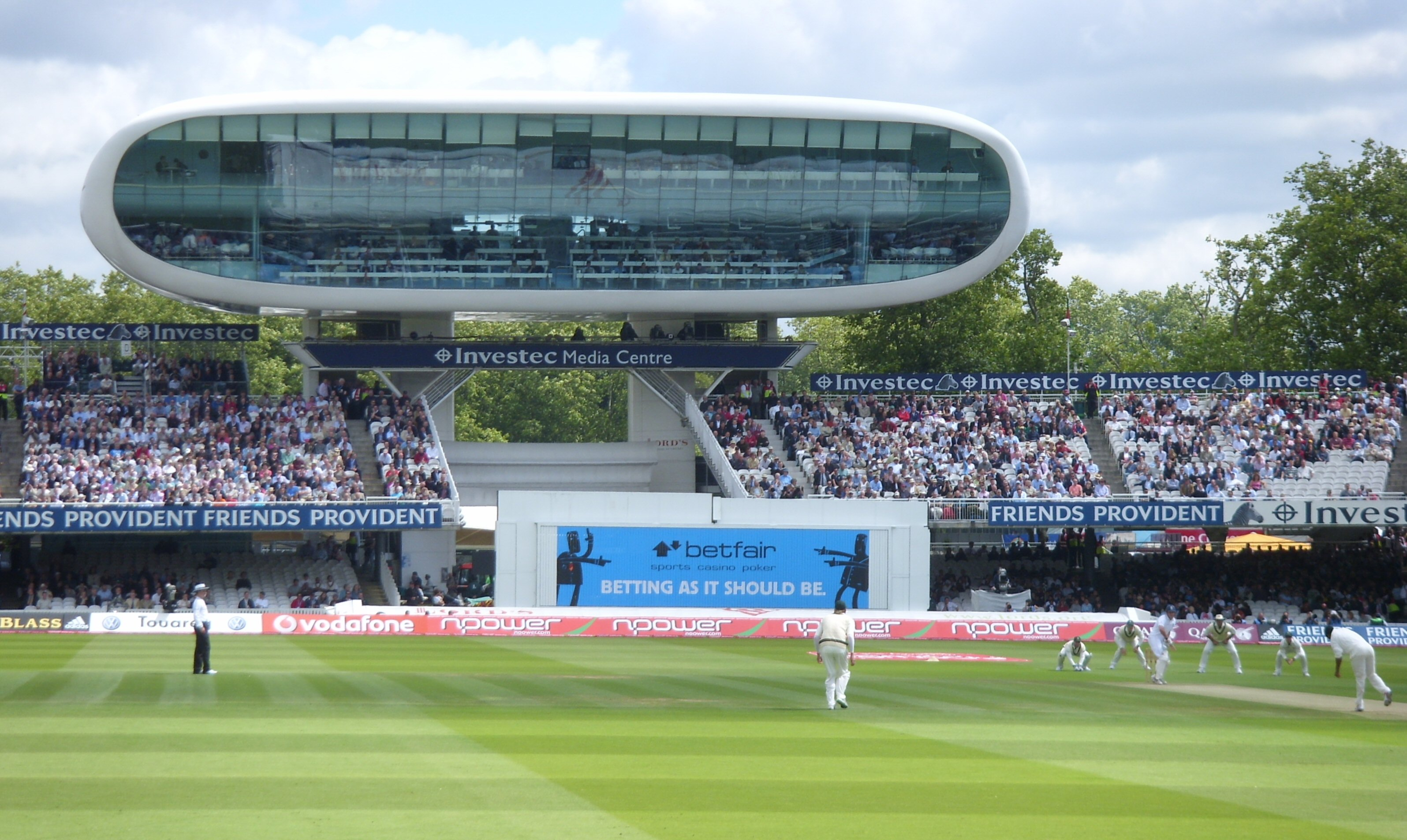
ローズ・クリケット・グラウンド「メディアセンター」
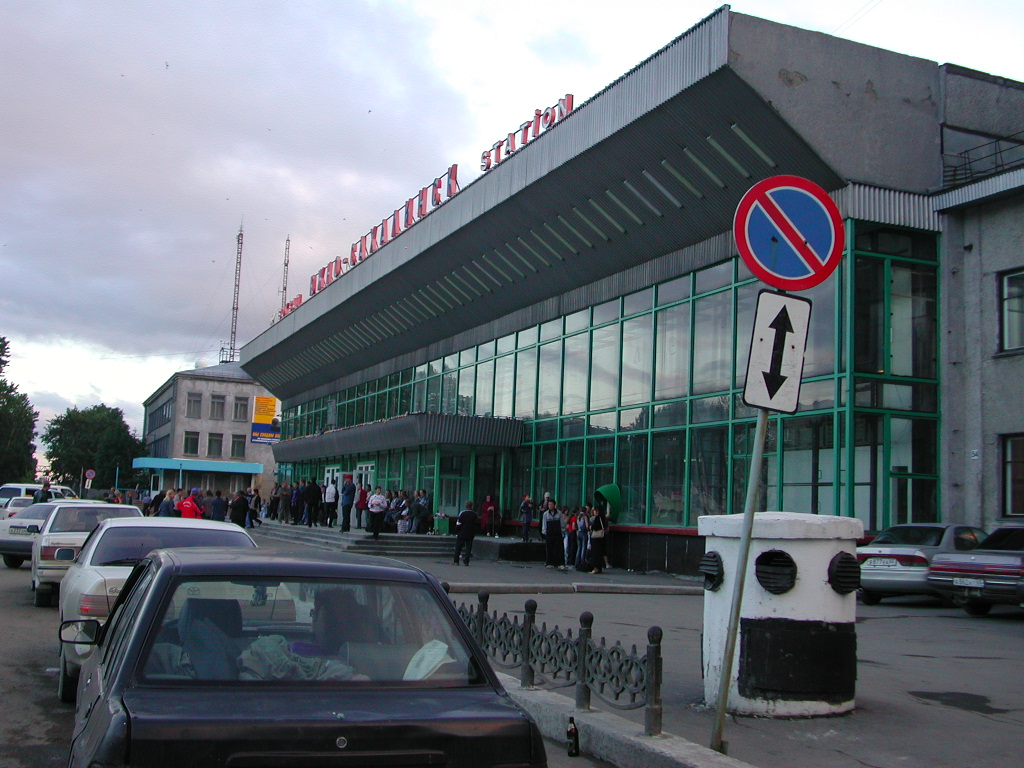
ユジノサハリンスク駅 駅舎

### ガラス素材を効果的に多用したシリンダー形状が特徴

#### 国内
- 三愛ドリームセンター（東京都中央区銀座） - 解体中。
- リニア山梨実験線ビジターセンター（山梨県）
- 御旅屋セリオ（富山県高岡市）
- 横浜松竹映画劇場（神奈川県横浜市） - 現存せず。参考画像
- 神戸市立御影公会堂（兵庫県神戸市）
- 北國新聞社本社ビル（石川県金沢市）
- 大通ビッセ（北洋銀行センター）（北海道札幌市中央区）
- まなぼっと幣舞（北海道釧路市） - 建築デザイン:毛綱毅曠 参考画像
- 函館駅（北海道函館市）

#### 国外
- フォルクス銀行クーダム支店（ドイツ連邦共和国ベルリン市（旧西ベルリン））参考画像 - ウェイバックマシン（2012年4月11日アーカイブ分）
- アルカーデンショッピング・センター（ドイツ連邦共和国ベルリン市ポツダム広場）参考画像
- 金策工業総合大学（朝鮮民主主義人民共和国平壌直轄市）

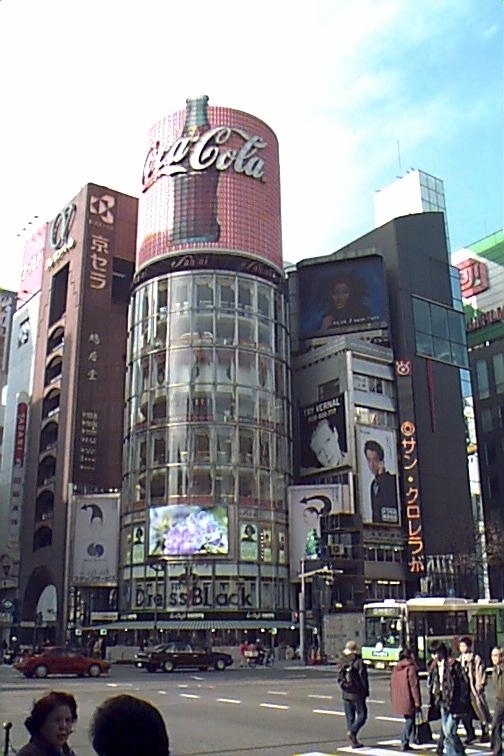
三愛ドリームセンター
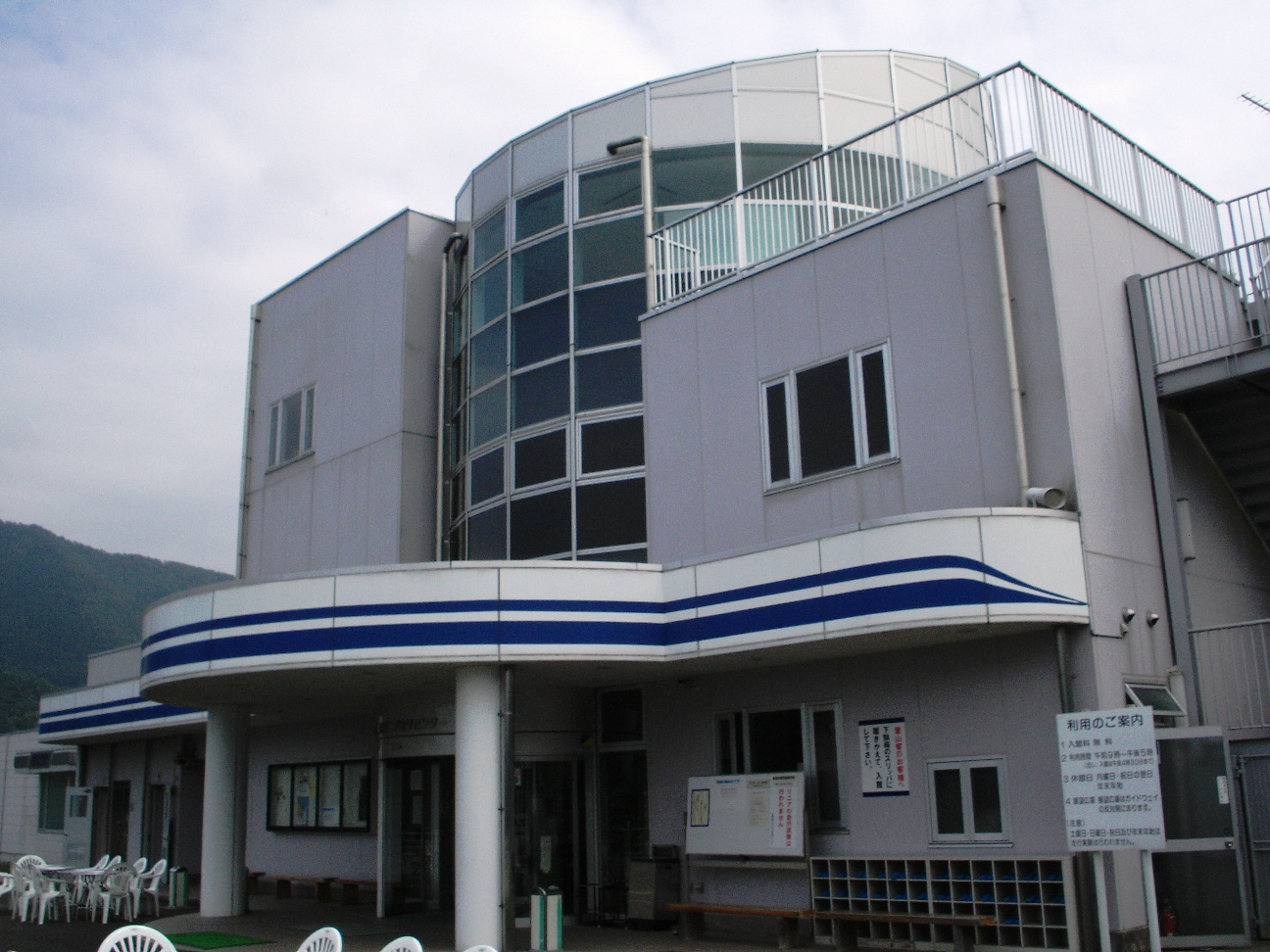
リニア山梨実験線ビジターセンター
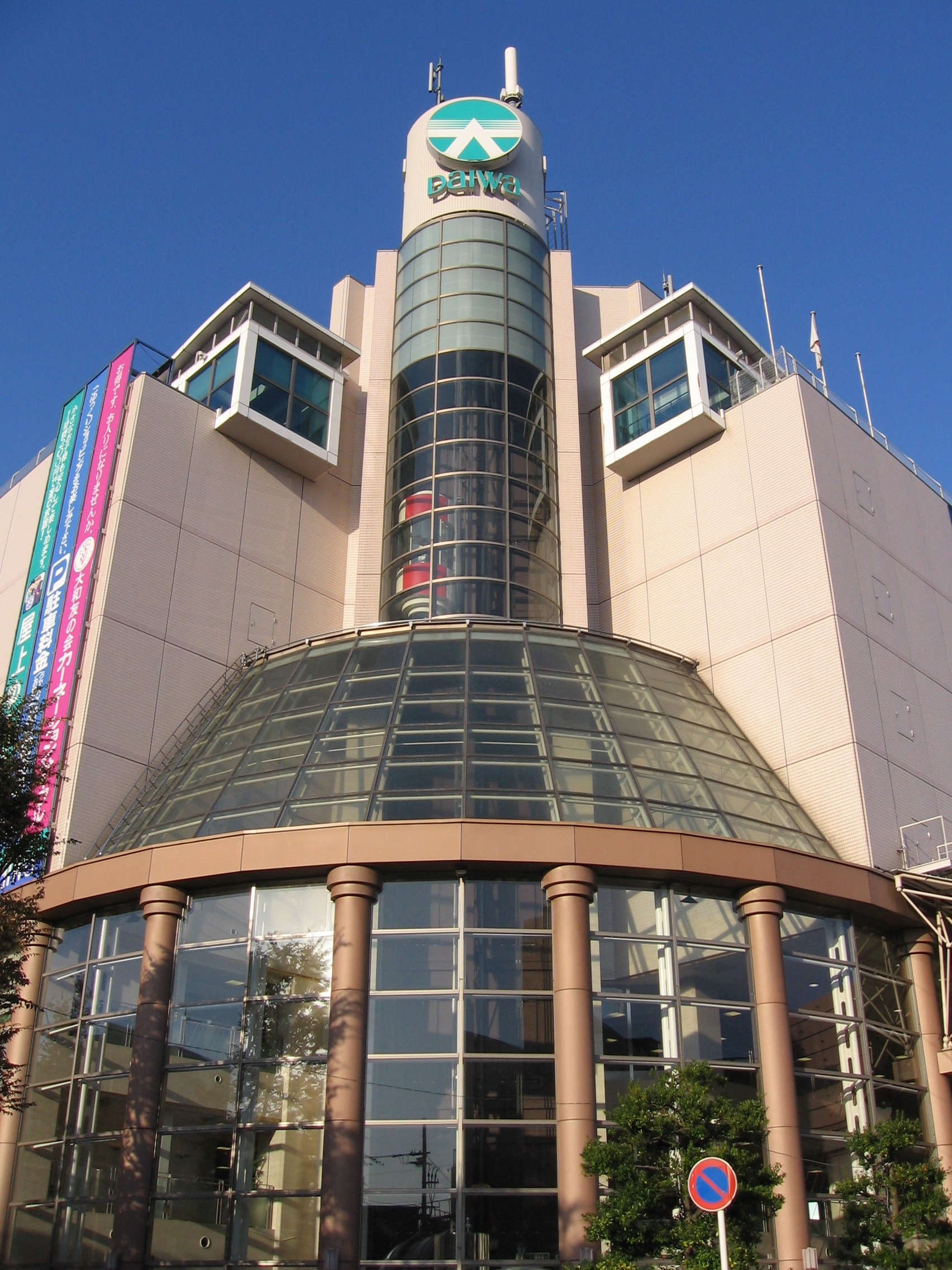
御旅屋セリオ
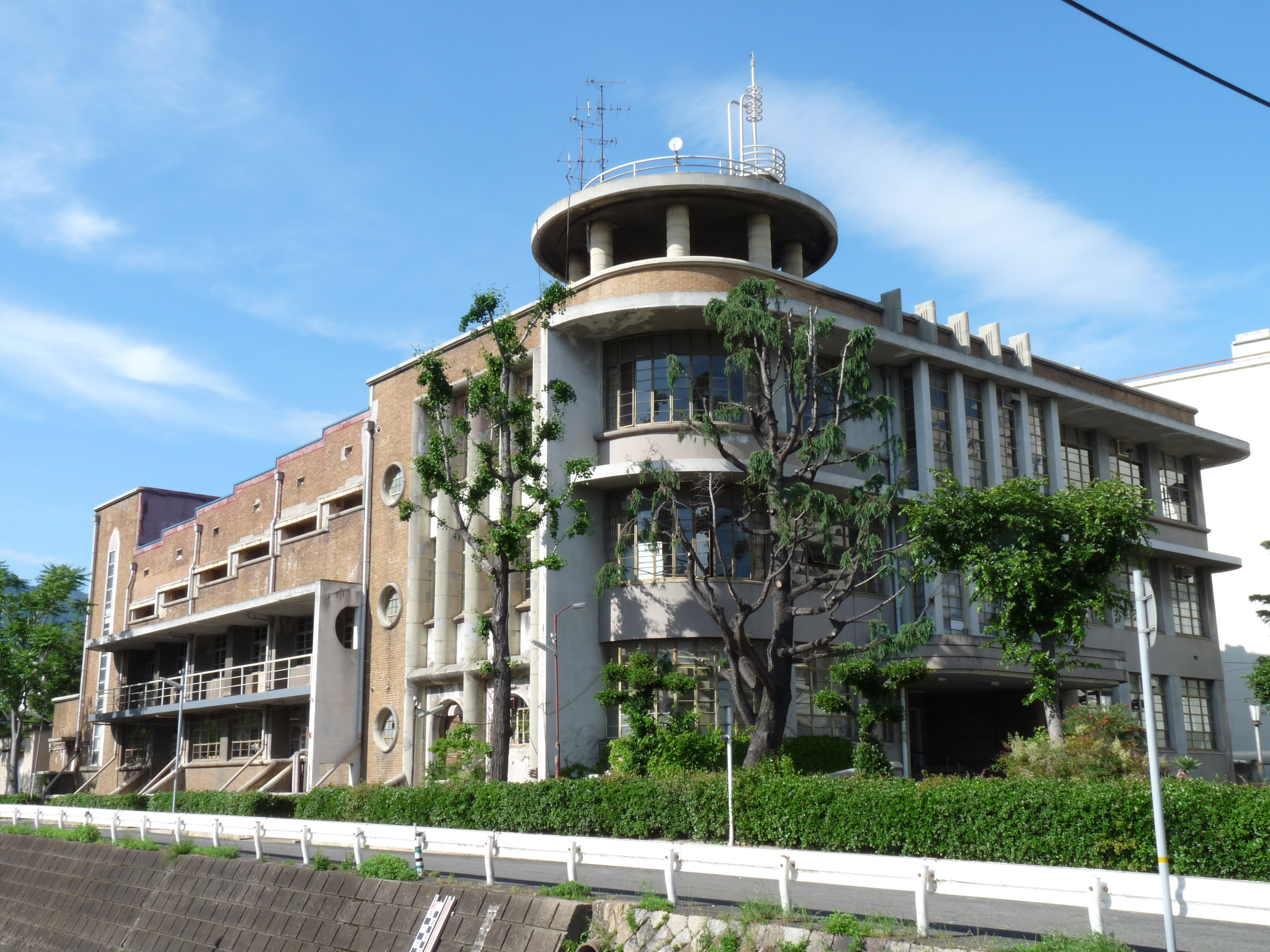
神戸市立御影公会堂
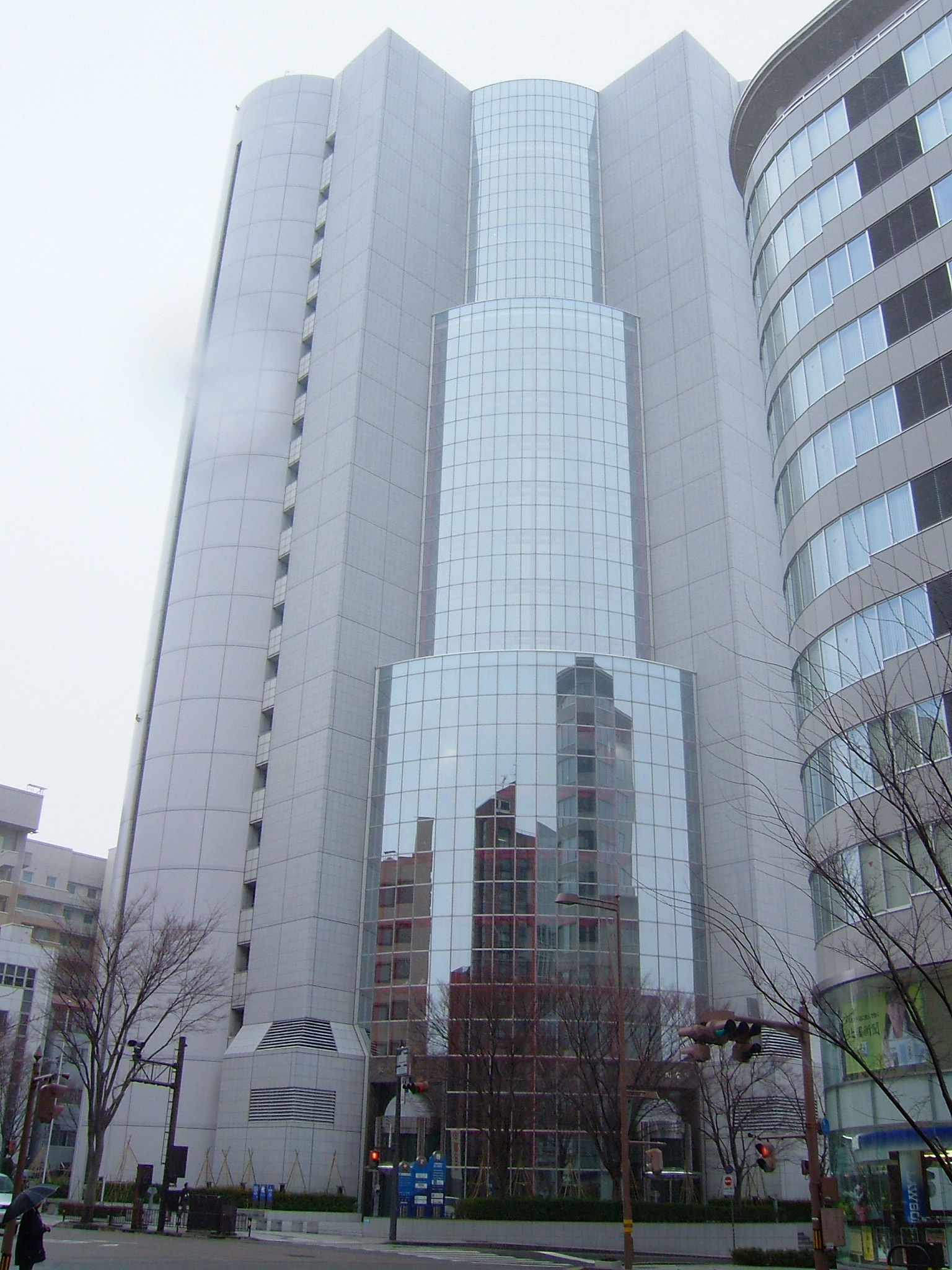
北國新聞社 本社ビル
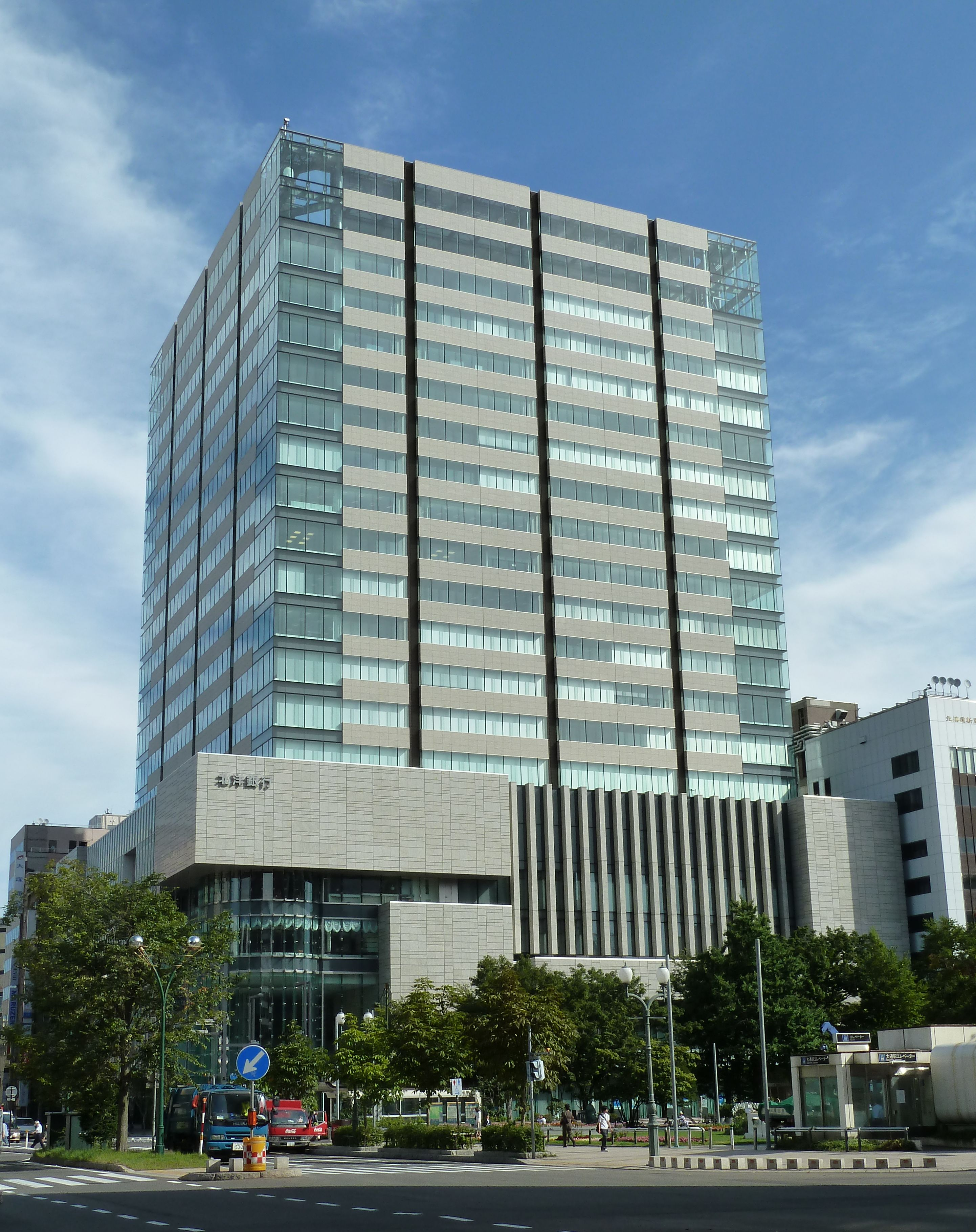
大通ビッセ（北洋銀行センター）
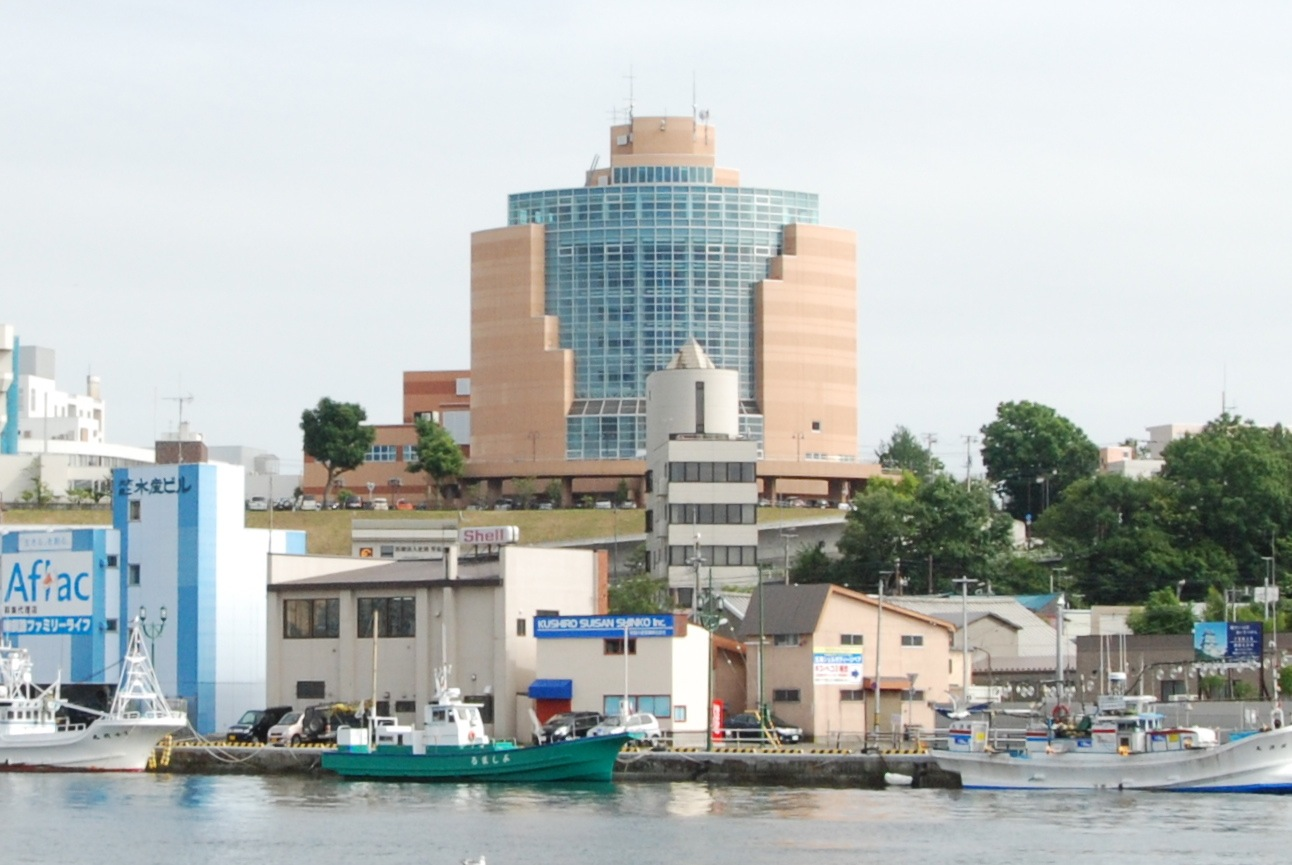
まなぼっと幣舞
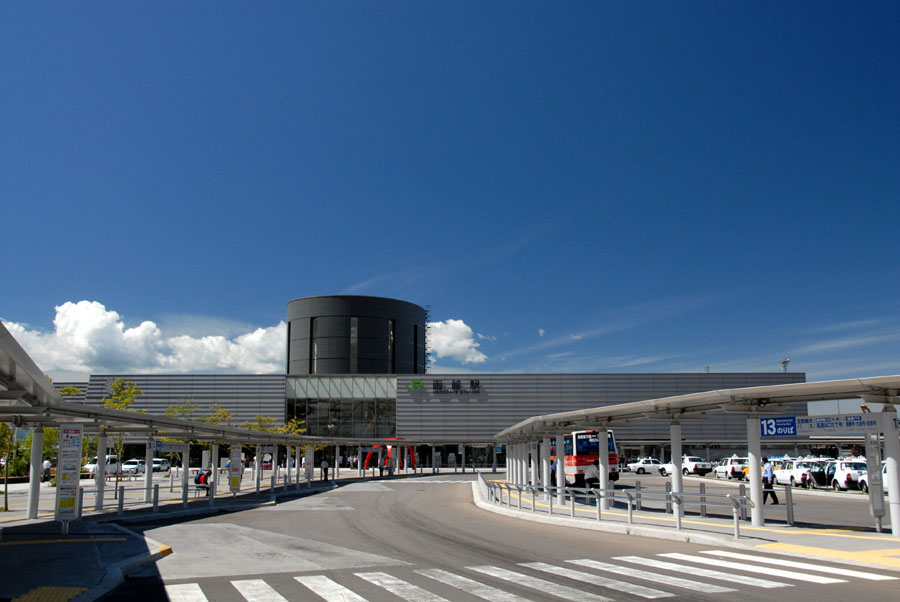
函館駅
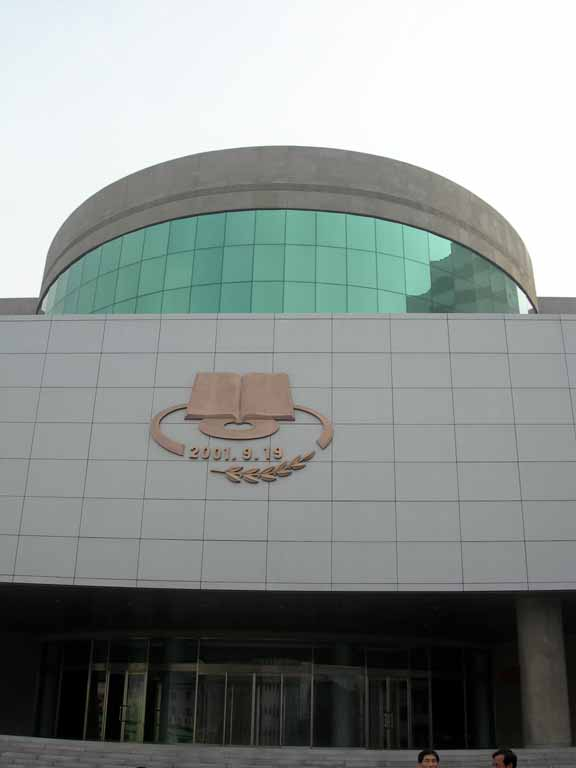
金策工業総合大学

### 左右非対称配置尖塔に連なる尾根構造、又は全体形状や壁面などへの直角三角形デザイン多用
いわゆる「ブルータリズム建築」の誕生に大きく寄与している。

#### 国内
- 国立代々木競技場（東京都渋谷区） - 建築デザイン:丹下健三。竣工は1964年。
- 日本万国博覧会ソ連館解説HP
- 大阪モード学園（大阪府大阪市北区）
- ヨコソーレインボータワー（東京都港区）
- 白石第五ビル（東京都渋谷区）参考画像
- ホテルマウントレースイ（北海道夕張市）

- 国立代々木競技場
- 大阪モード学園
- ヨコソーレインボータワー
- ホテルマウントレースイ